# Ediger-Eller/Galerie Fachwerkhäuser
Die Galerie Fachwerkhäuser umfasst Fotos von Fachwerkhäusern der Ortsgemeinde Ediger-Eller.

## Fachwerkhäuser in Ediger

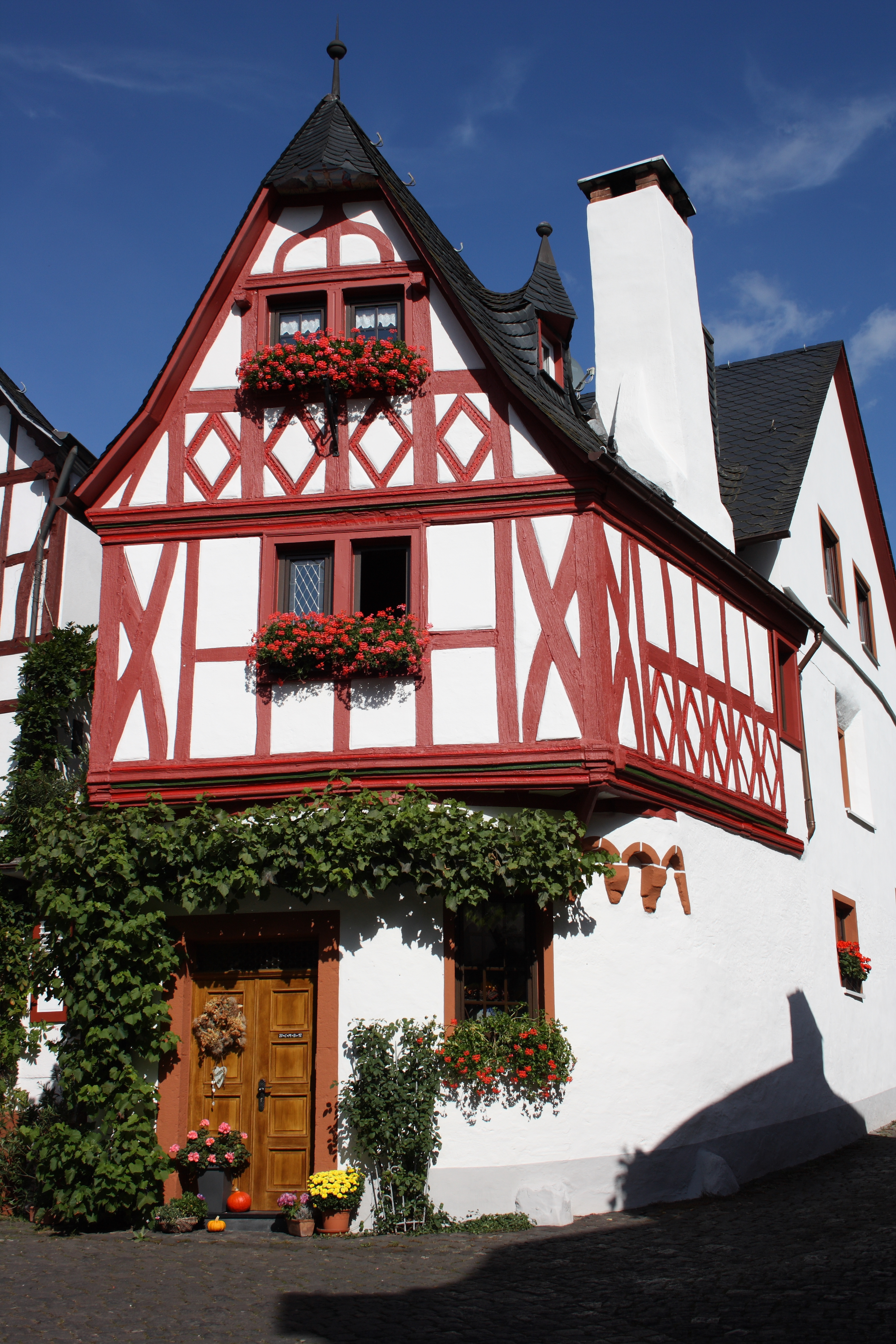
Hochstraße 1 bezeichnet 1549
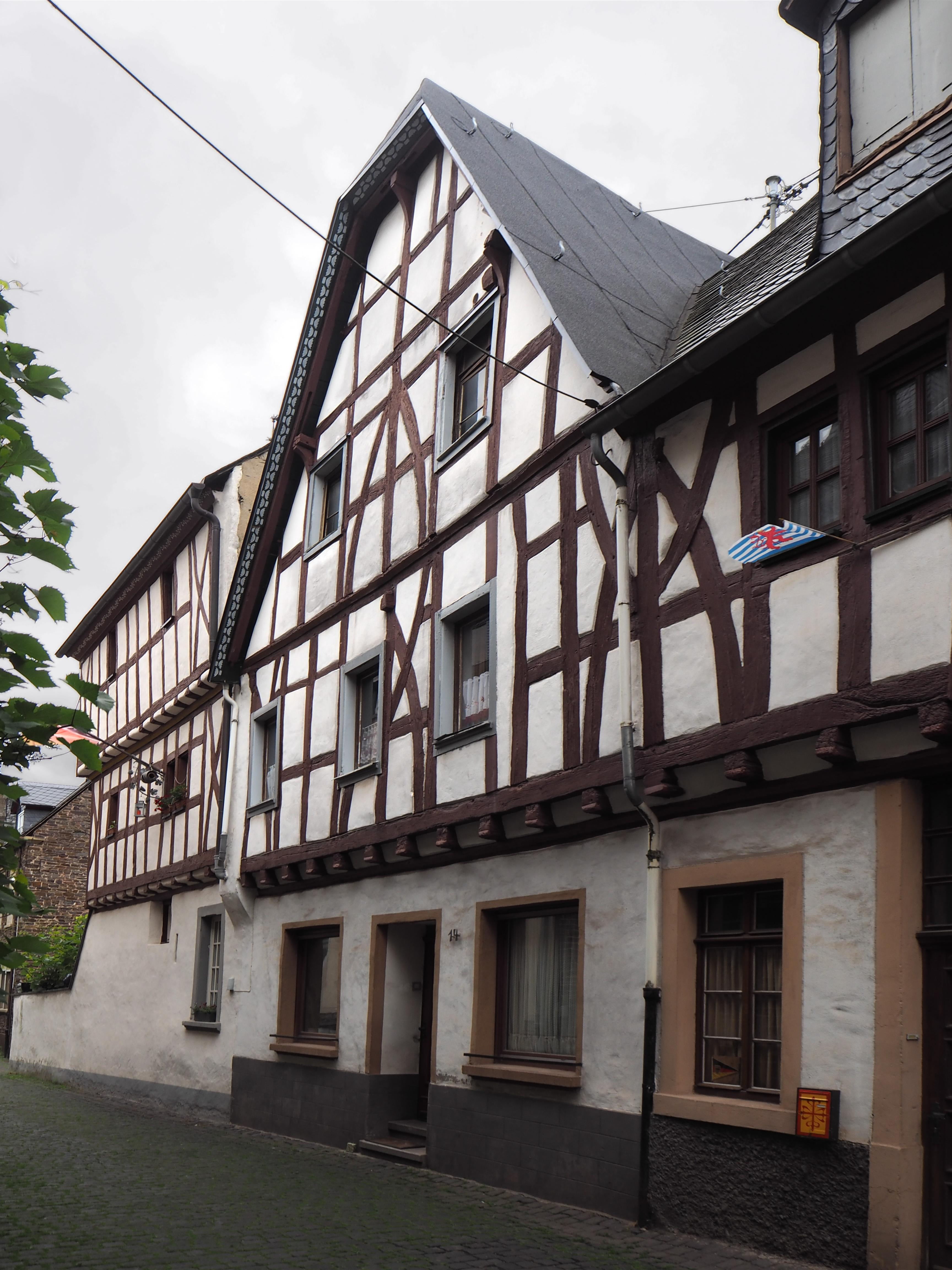
Hochstraße 14 urspr. 16. Jahrhundert, verändert
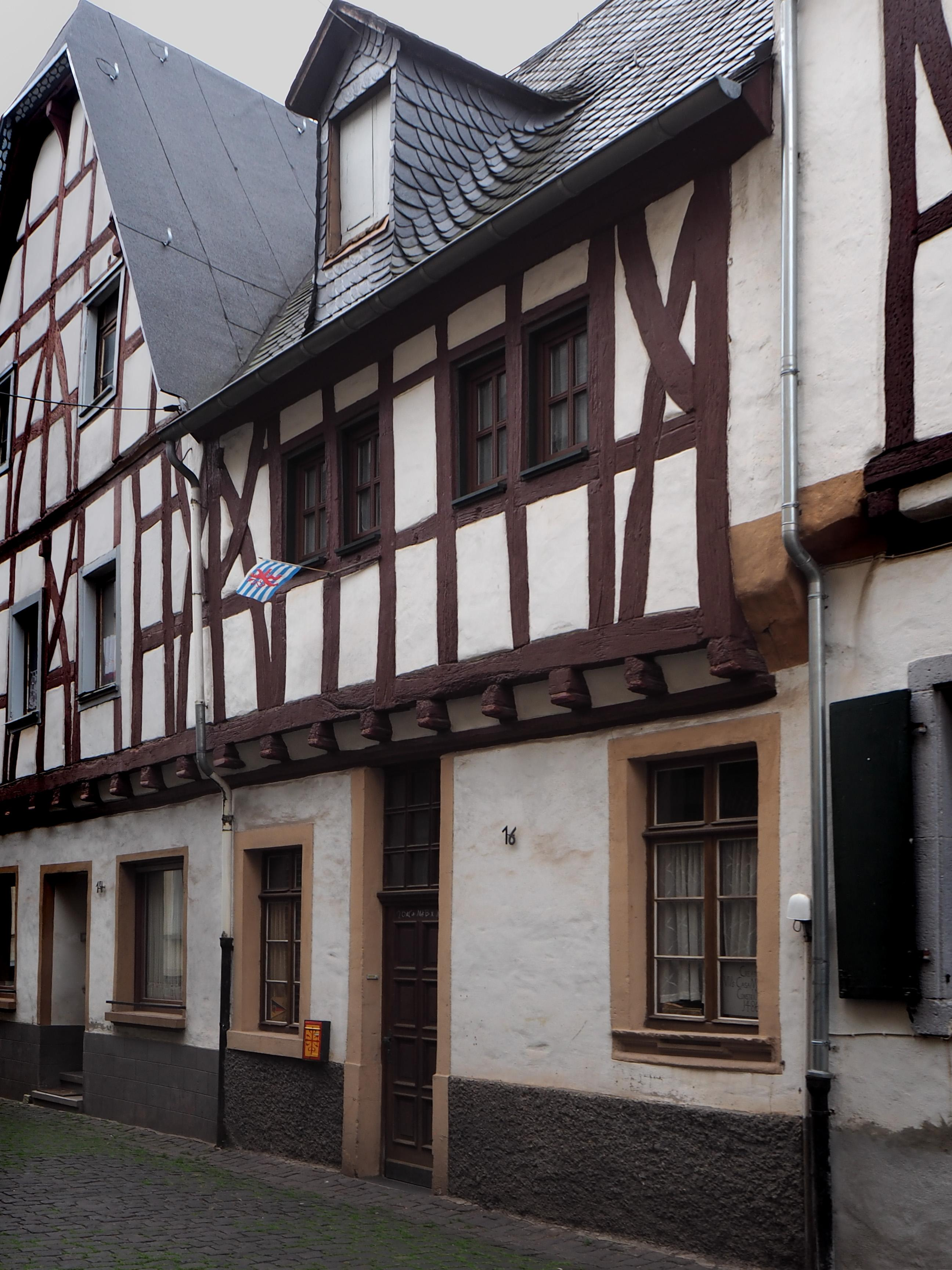
Hochstraße 16 urspr. 16. Jahrhundert, verändert
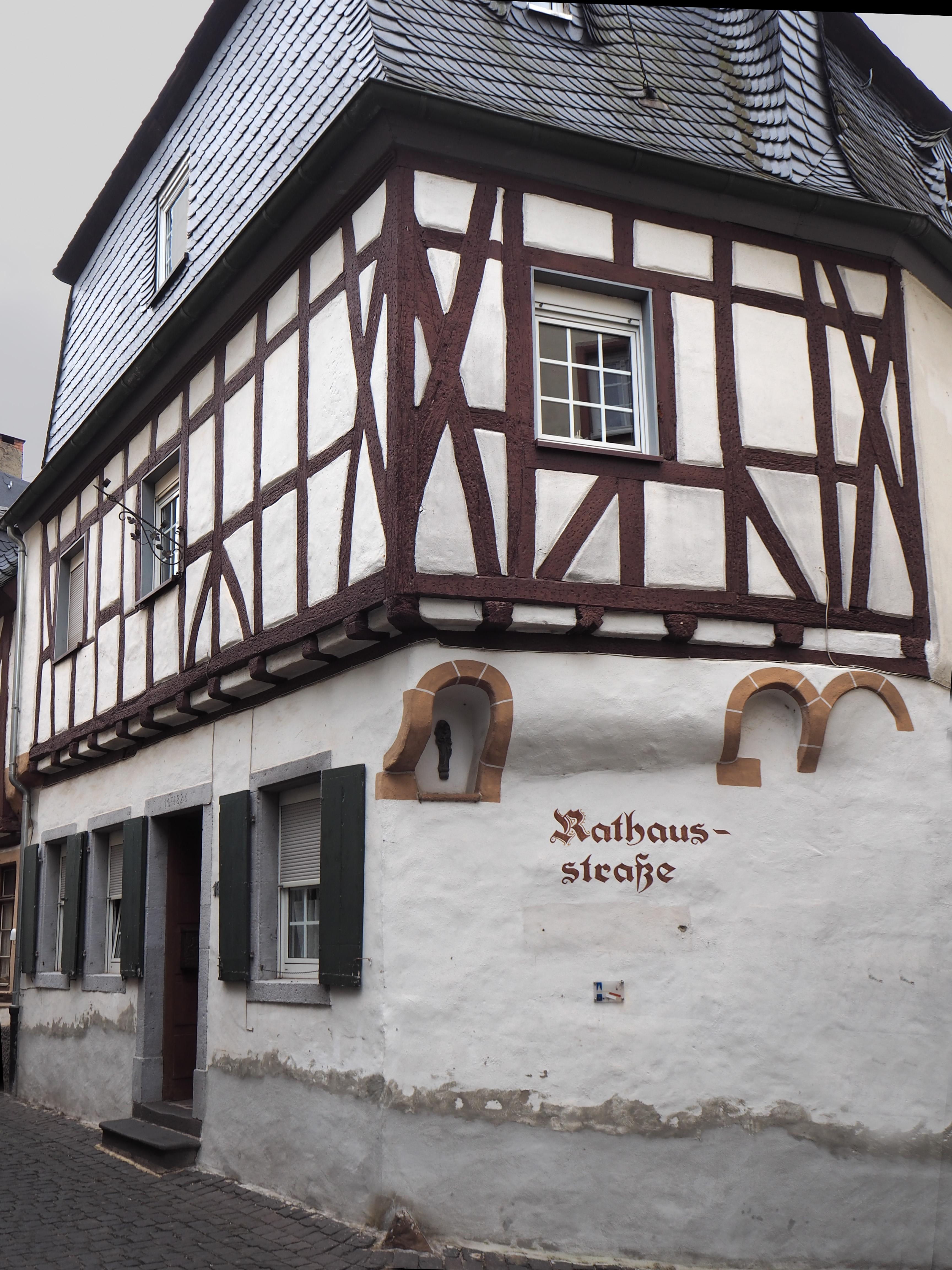
Hochstraße 18 urspr. 16. Jahrhundert, verändert
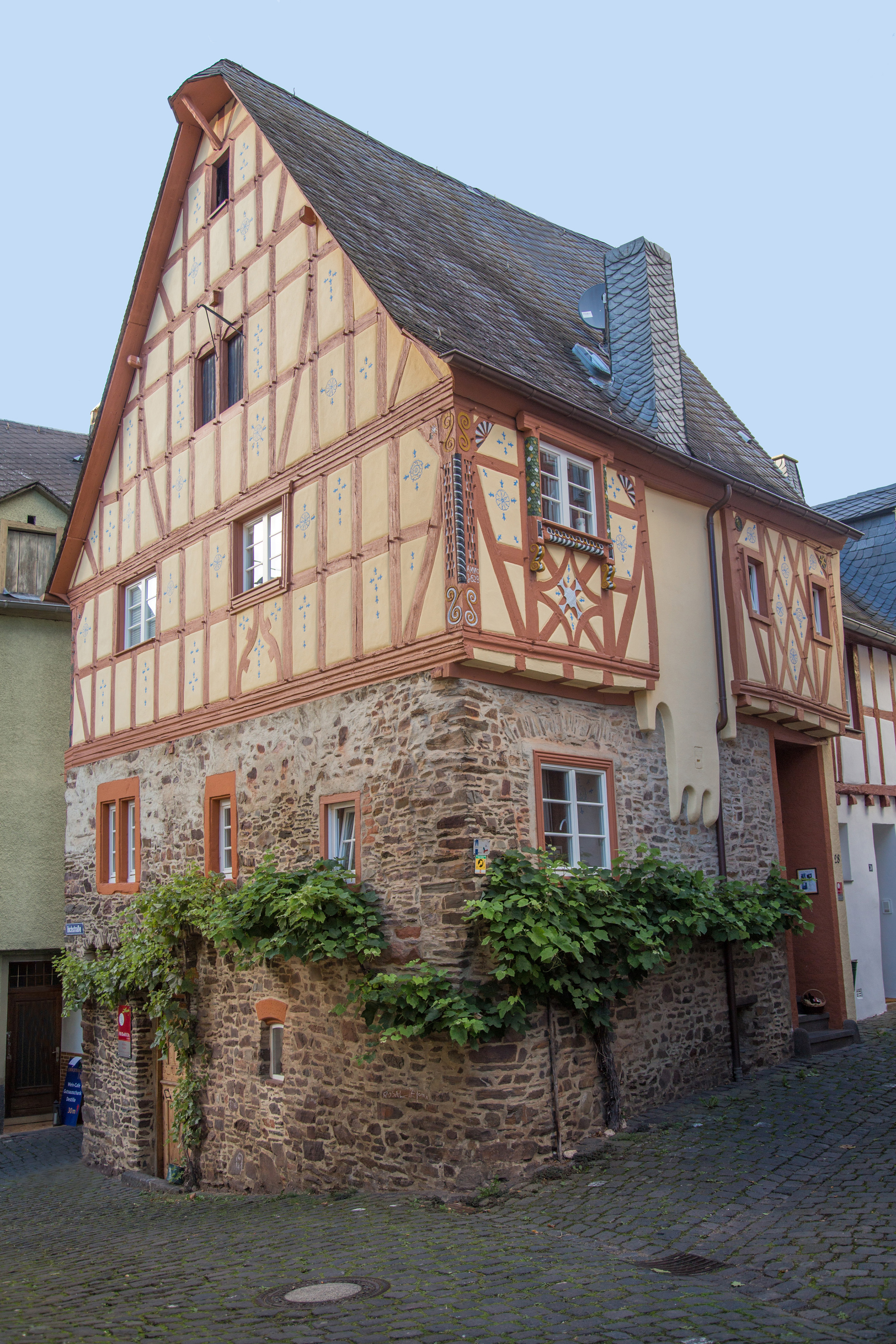
Hochstraße 28 bezeichnet 1628
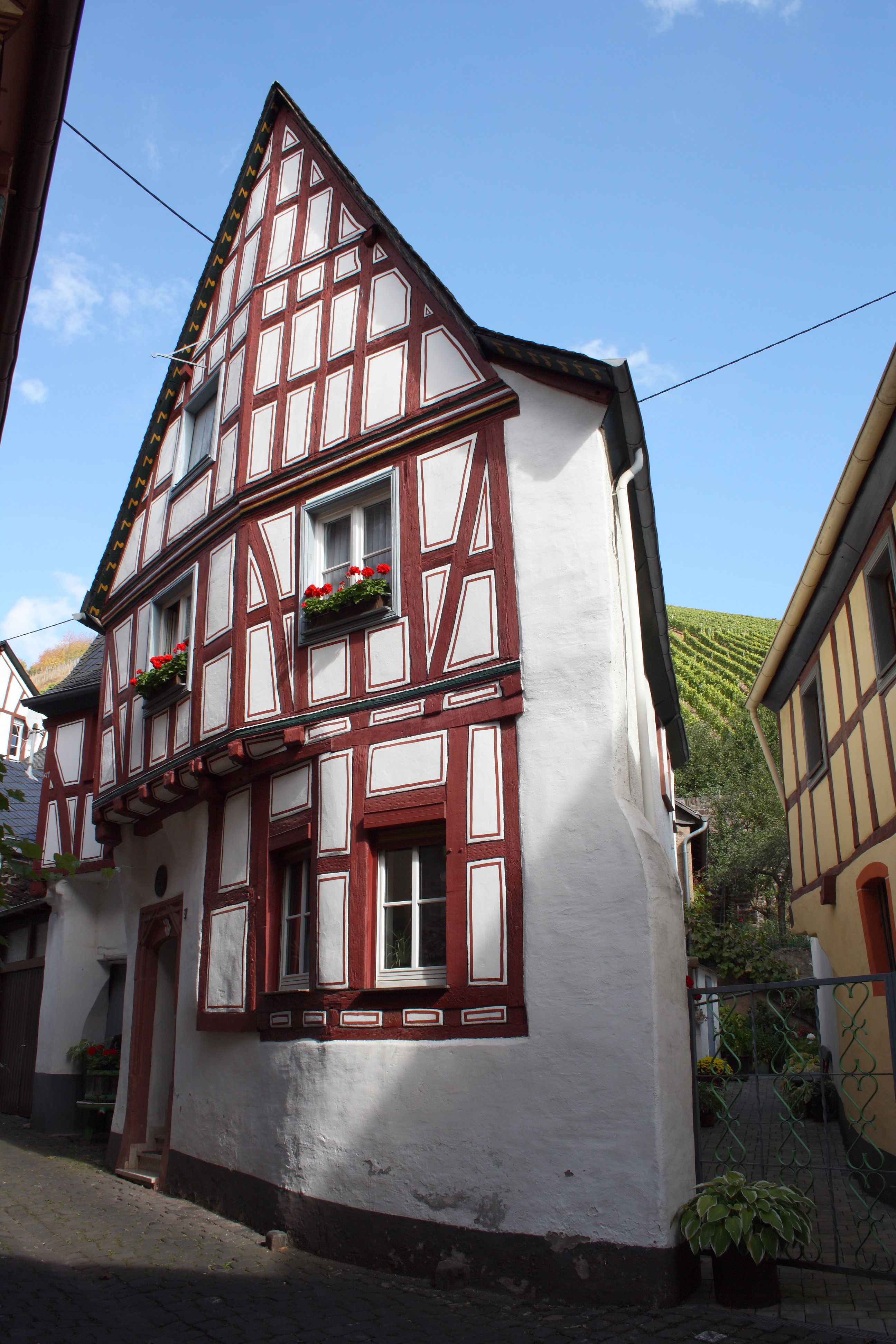
Hochstraße 30 18. Jahrhundert, im Kern älter
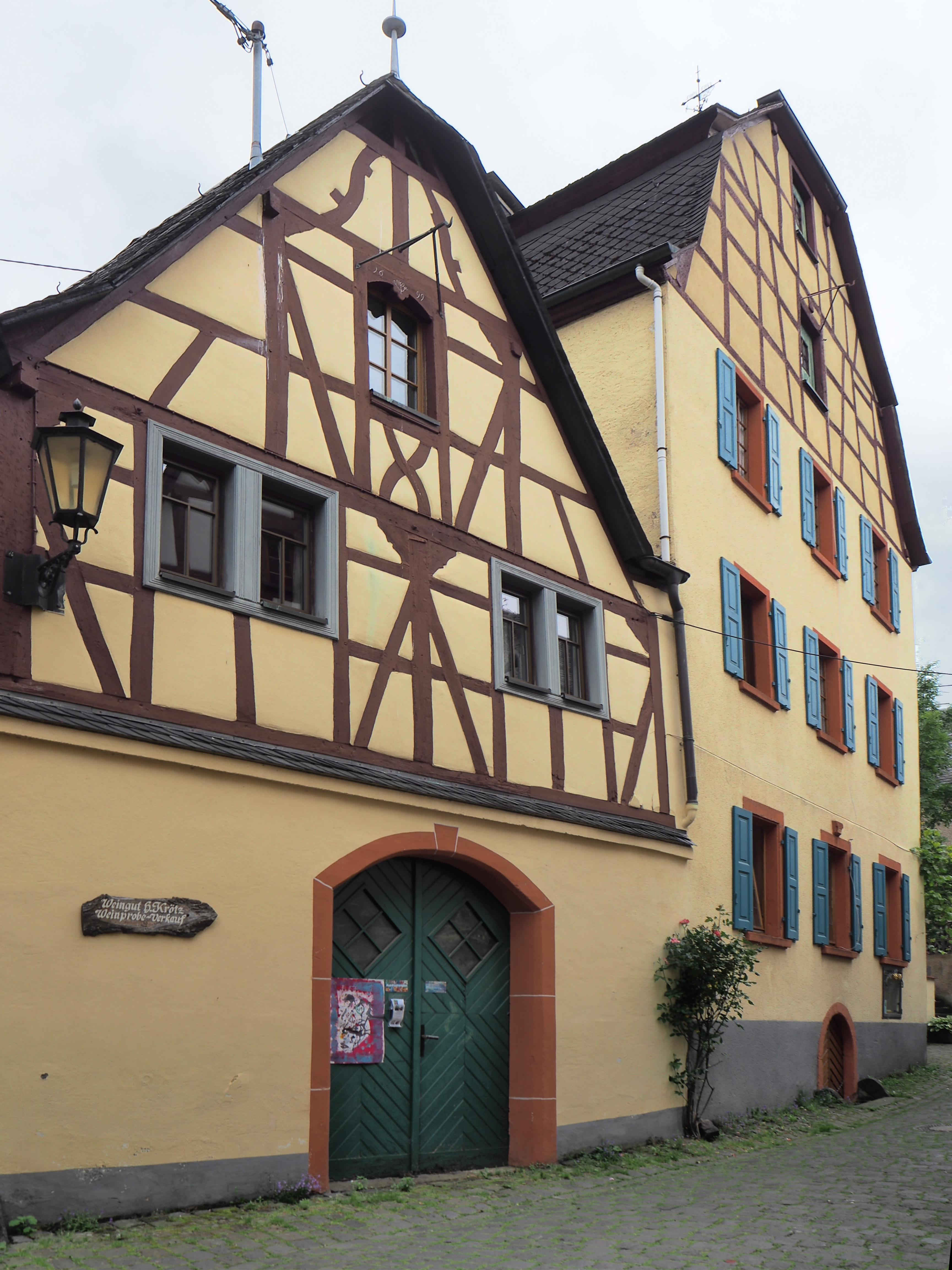
Hochstraße 35 bezeichnet 1735 und 1783/85, ehem. Kelterhaus
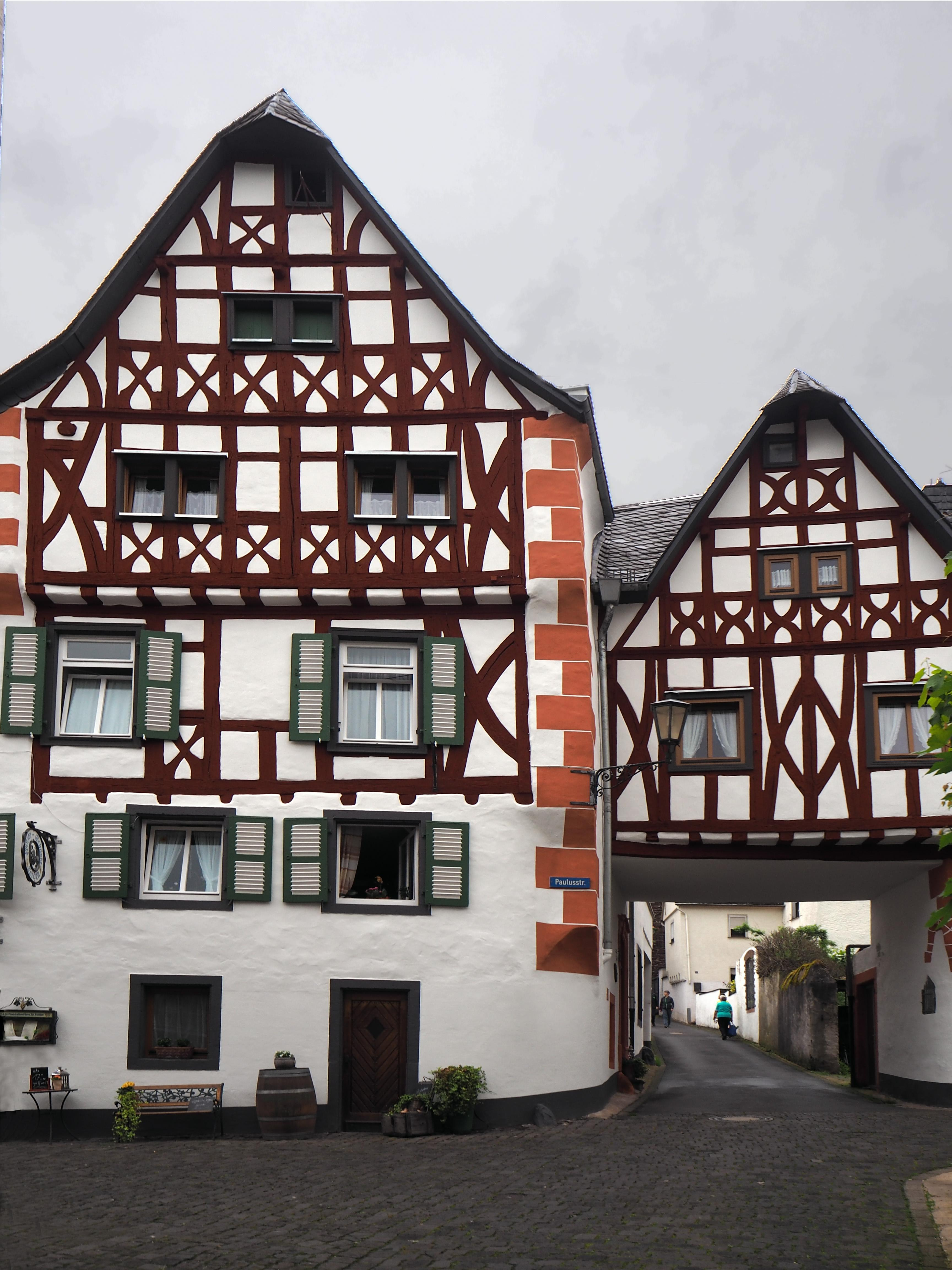
Kirchstraße 10 16. Jahrhundert, Dauner Hof
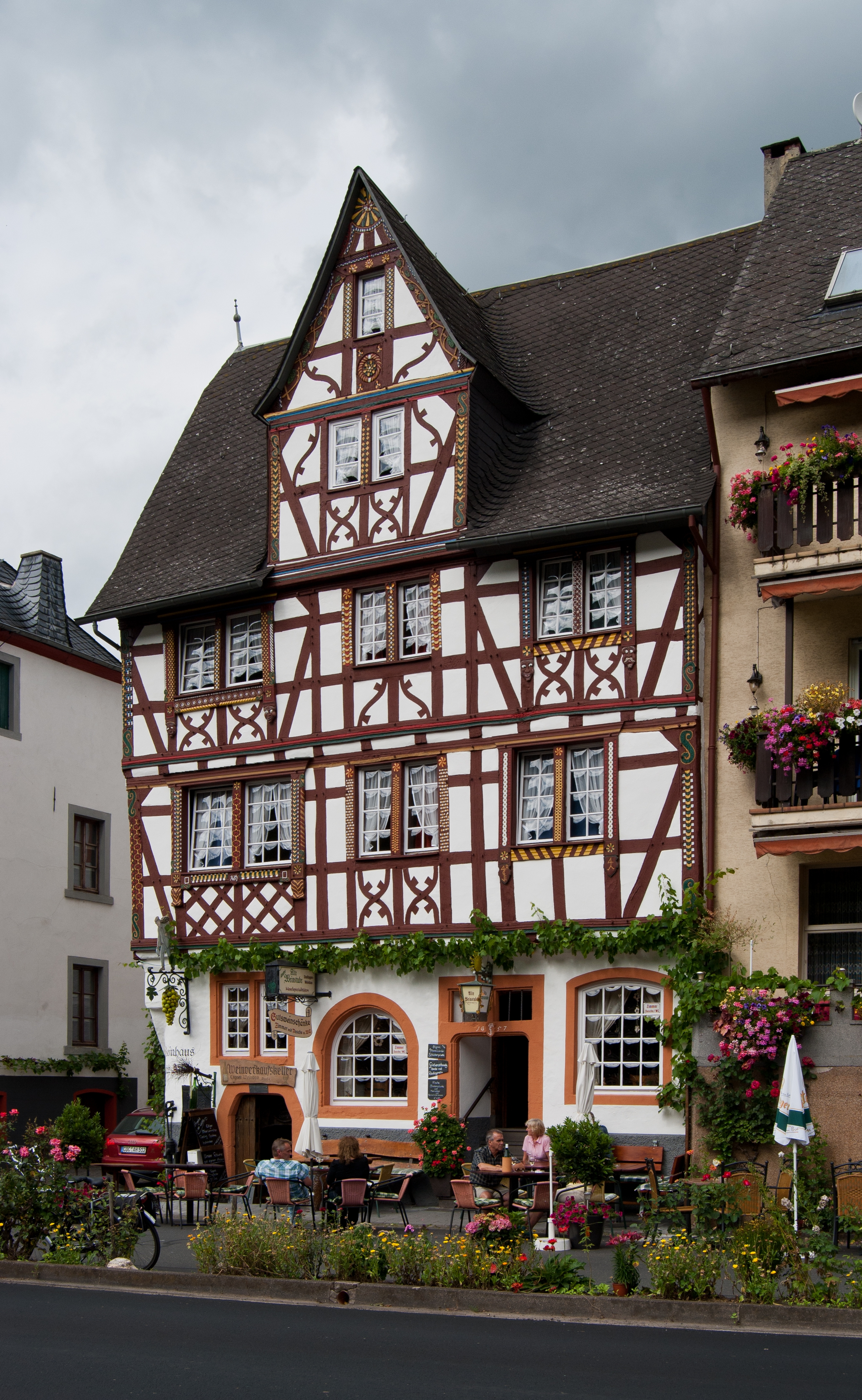
Moselweinstraße 11 bezeichnet 1657
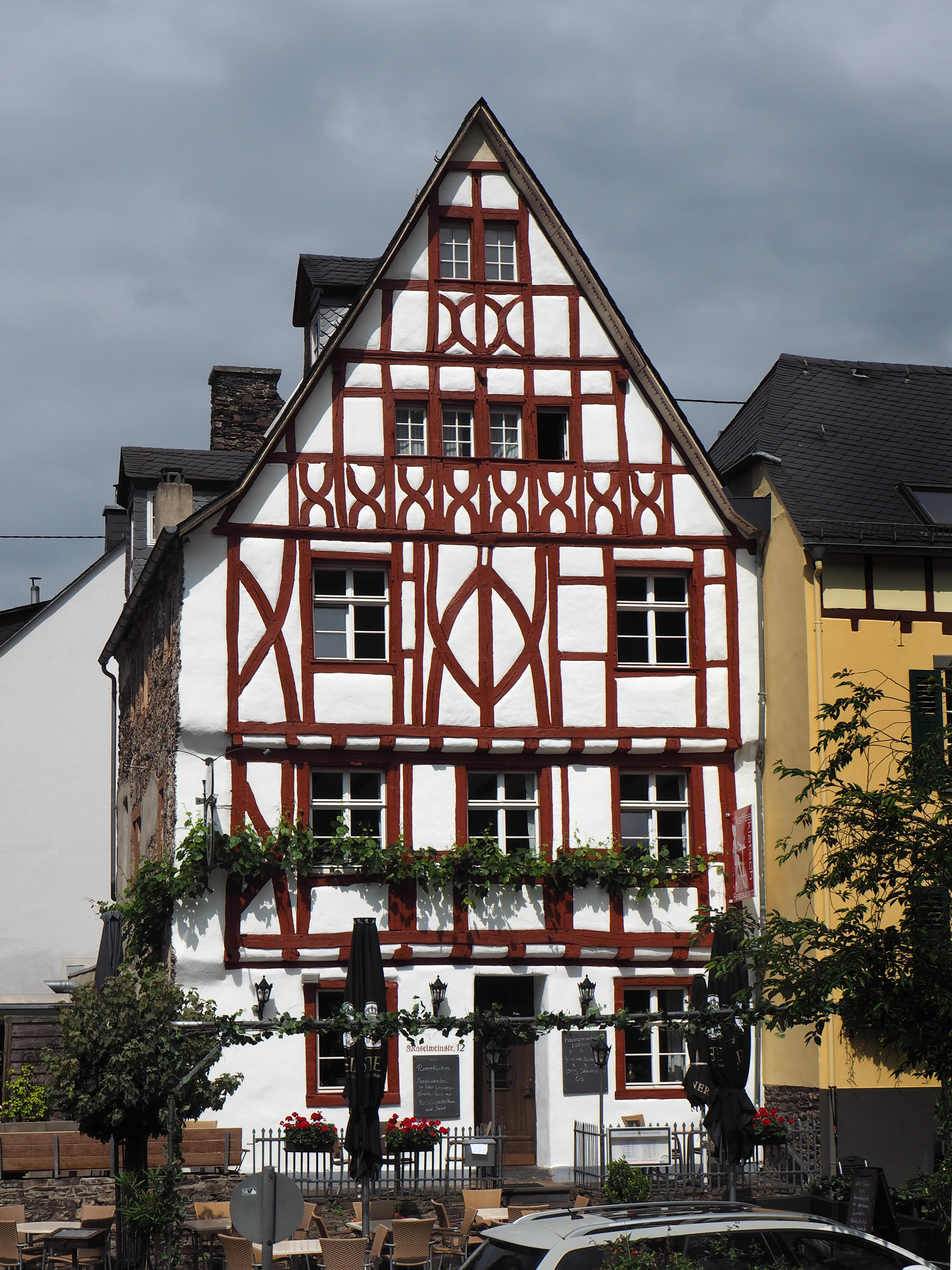
Moselweinstraße 12 16. Jahrhundert
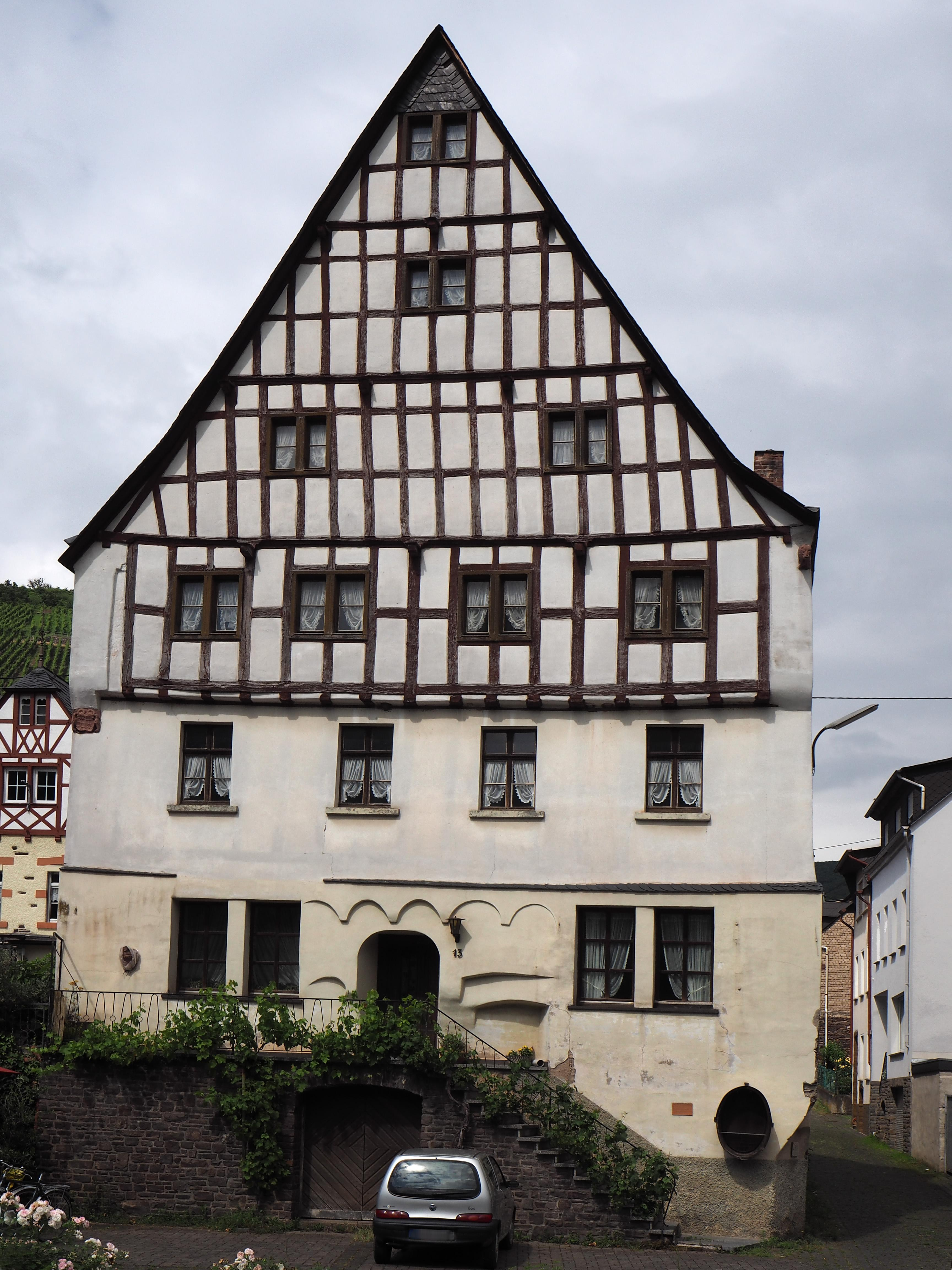
Moselweinstraße 13 bezeichnet 1515, Kurfürstliches Amtshaus
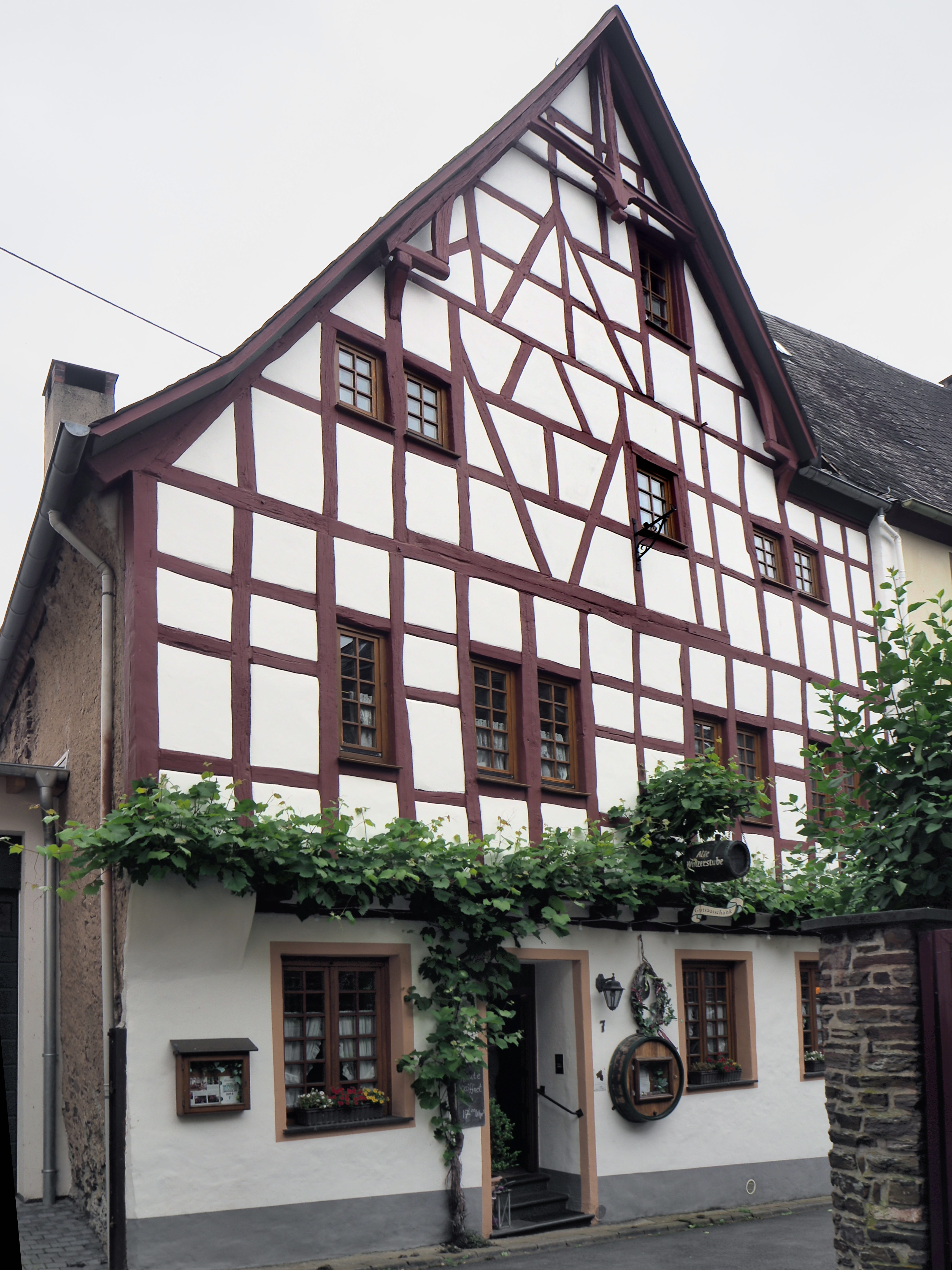
Nikolausstraße 7 16. Jahrhundert, Ständerbau
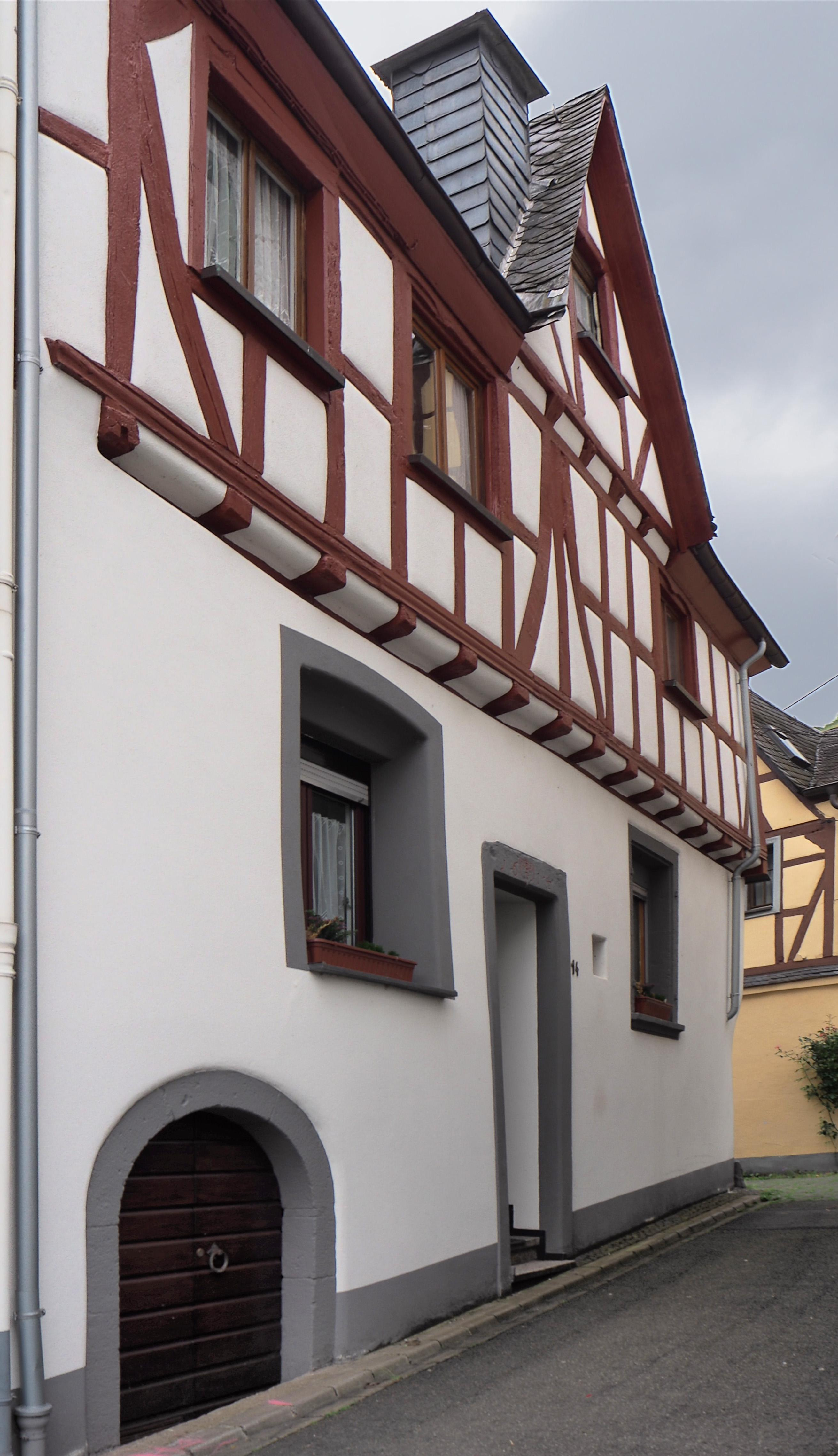
Nikolausstraße 14 bezeichnet 1614, später erweitert
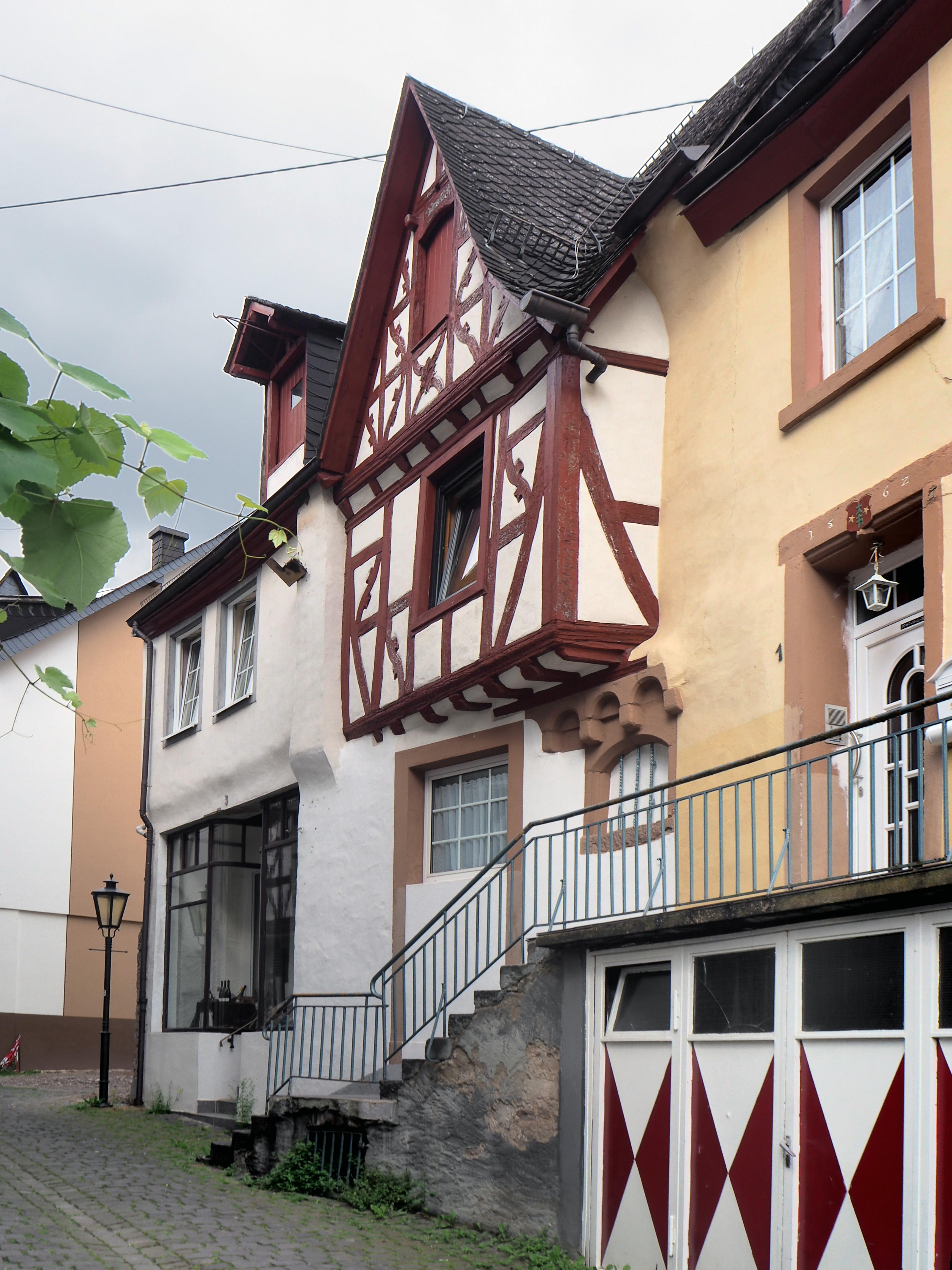
Oberbachstraße 1 und 3 16. Jahrhundert
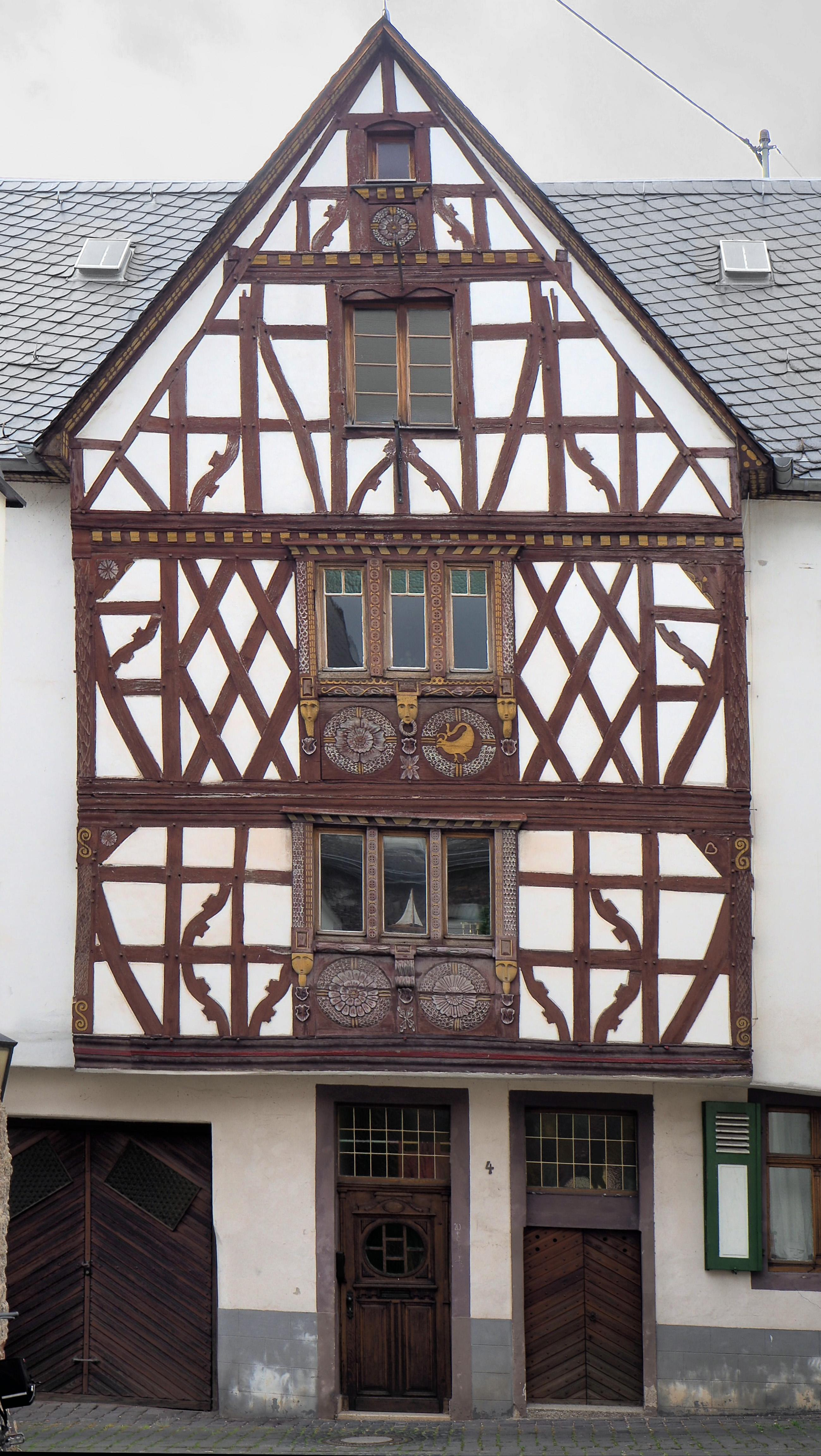
Oberbachstraße 4 bezeichnet 1623
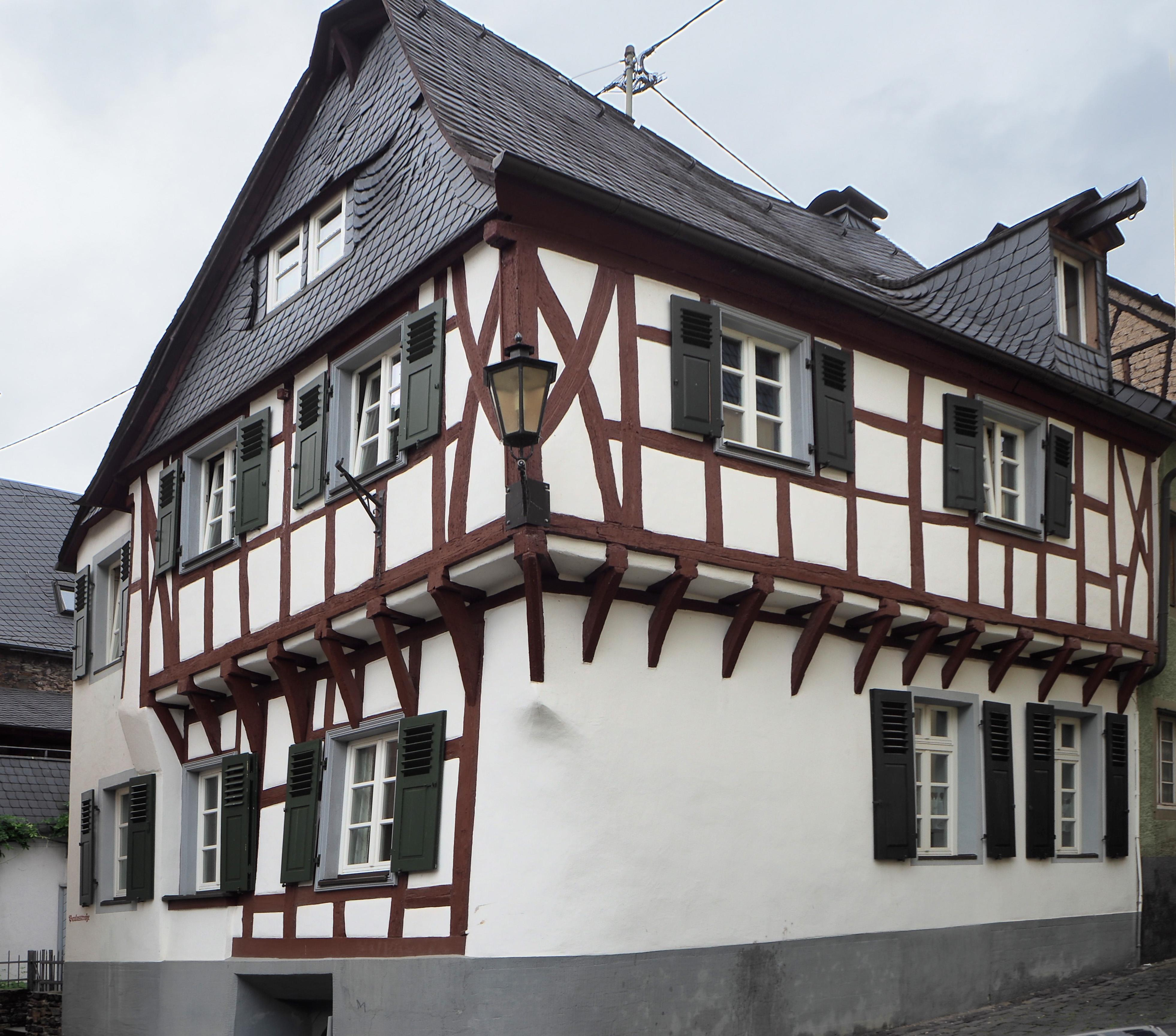
Oberbachstraße/Paulusstraße
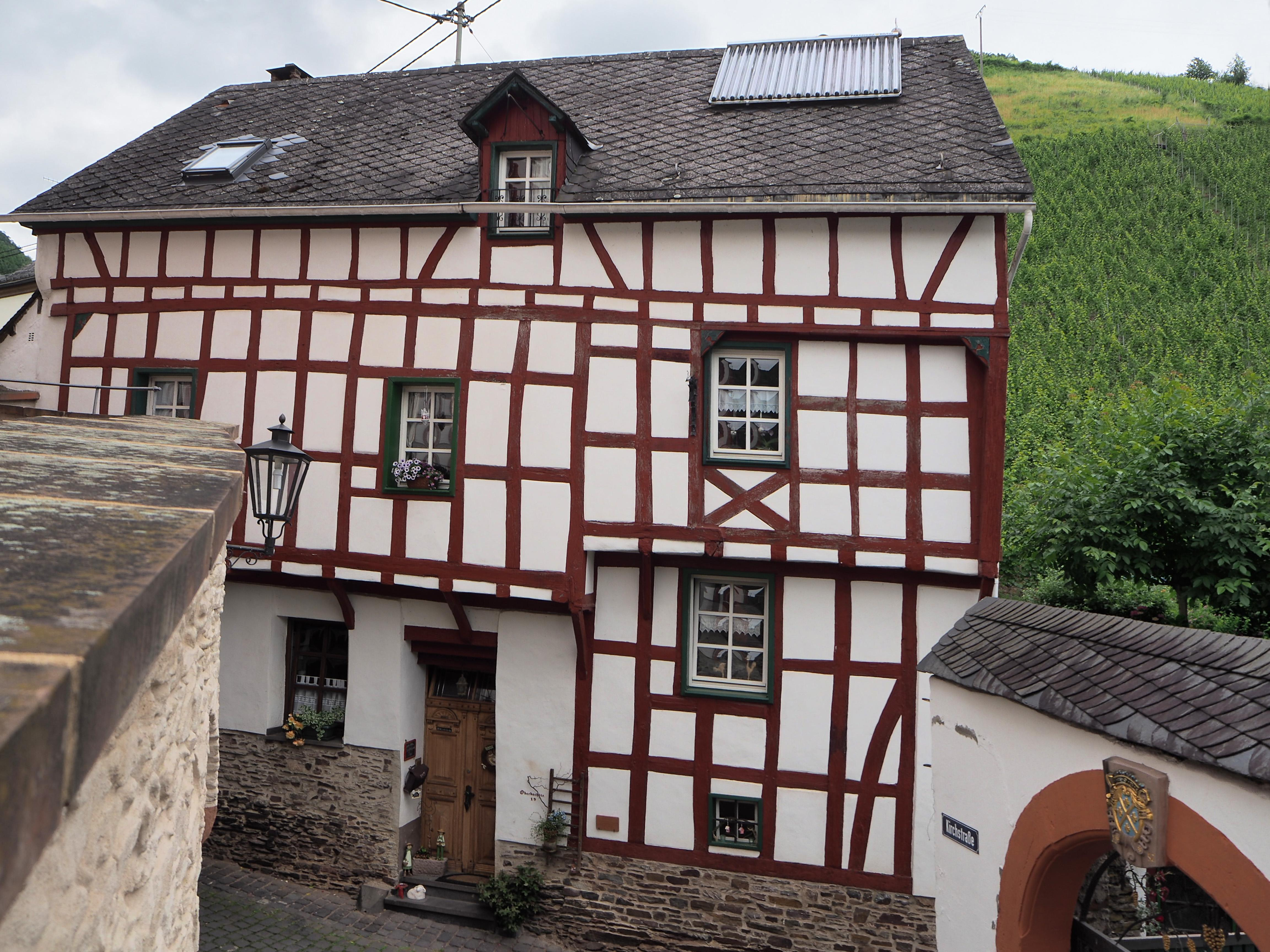
Oberbachstraße 19 16. Jahrhundert, Schulhaus
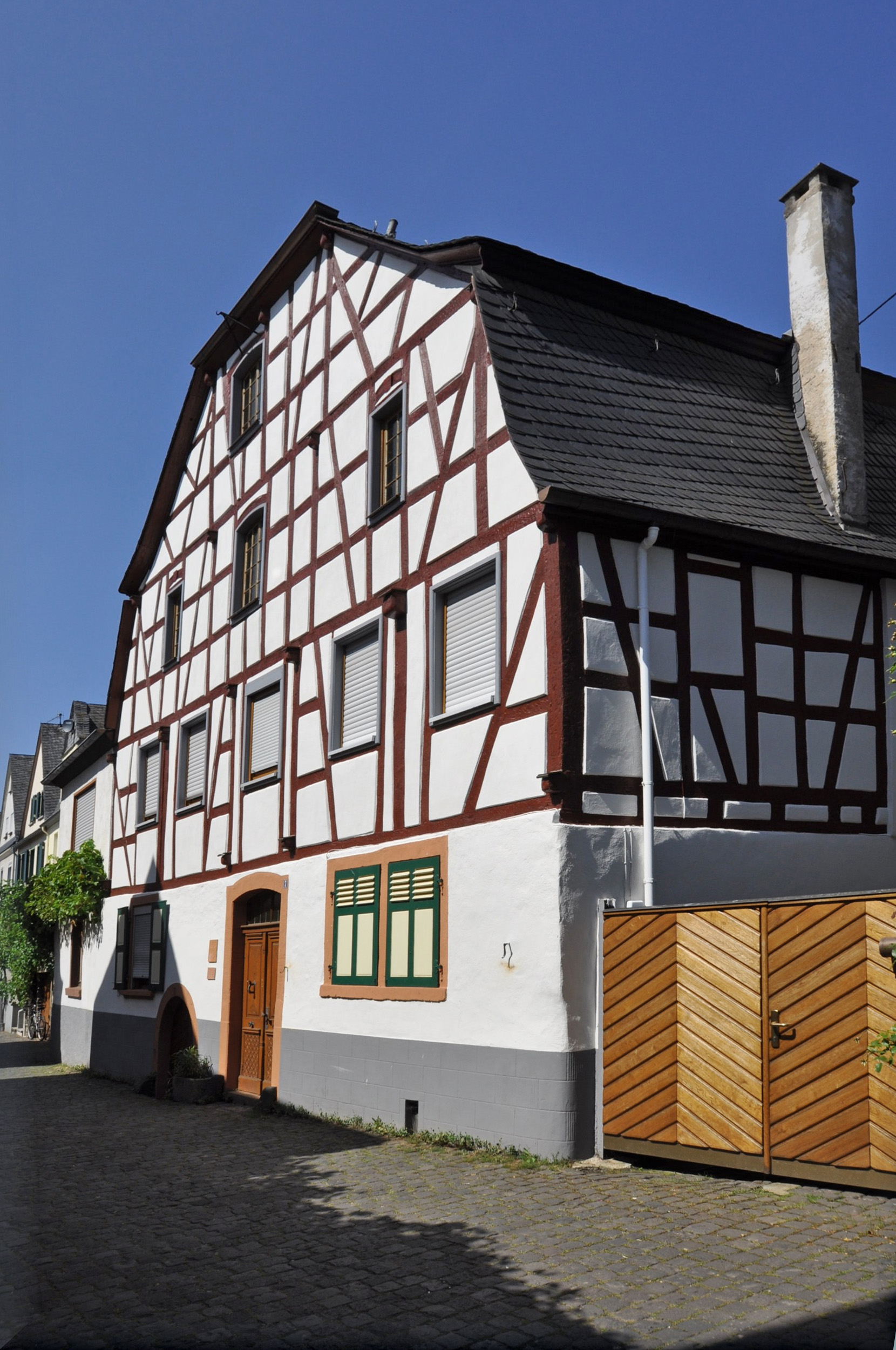
Paulusstraße 7 18. Jahrhundert
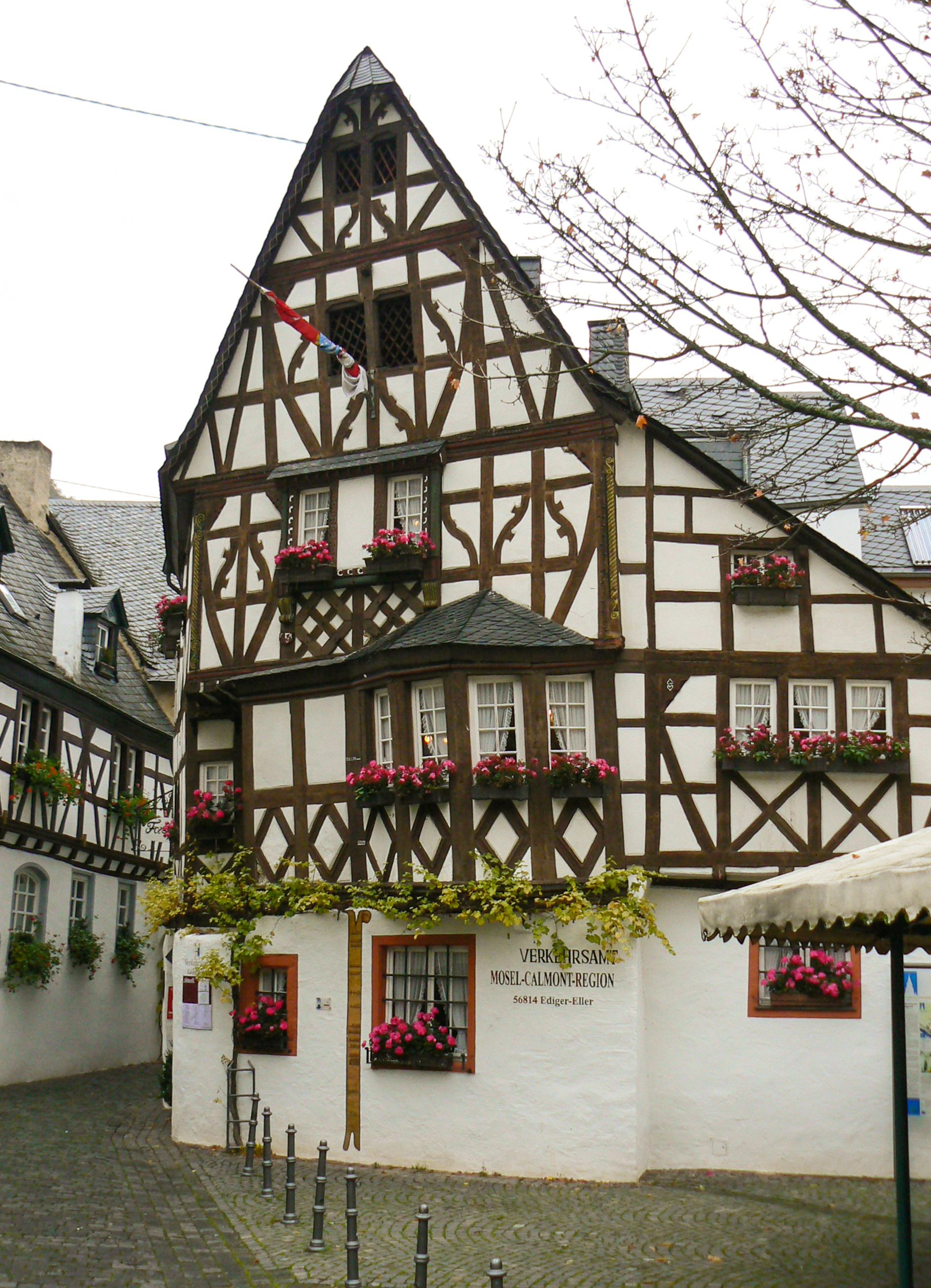
Pelzerstraße 1 bezeichnet 1623
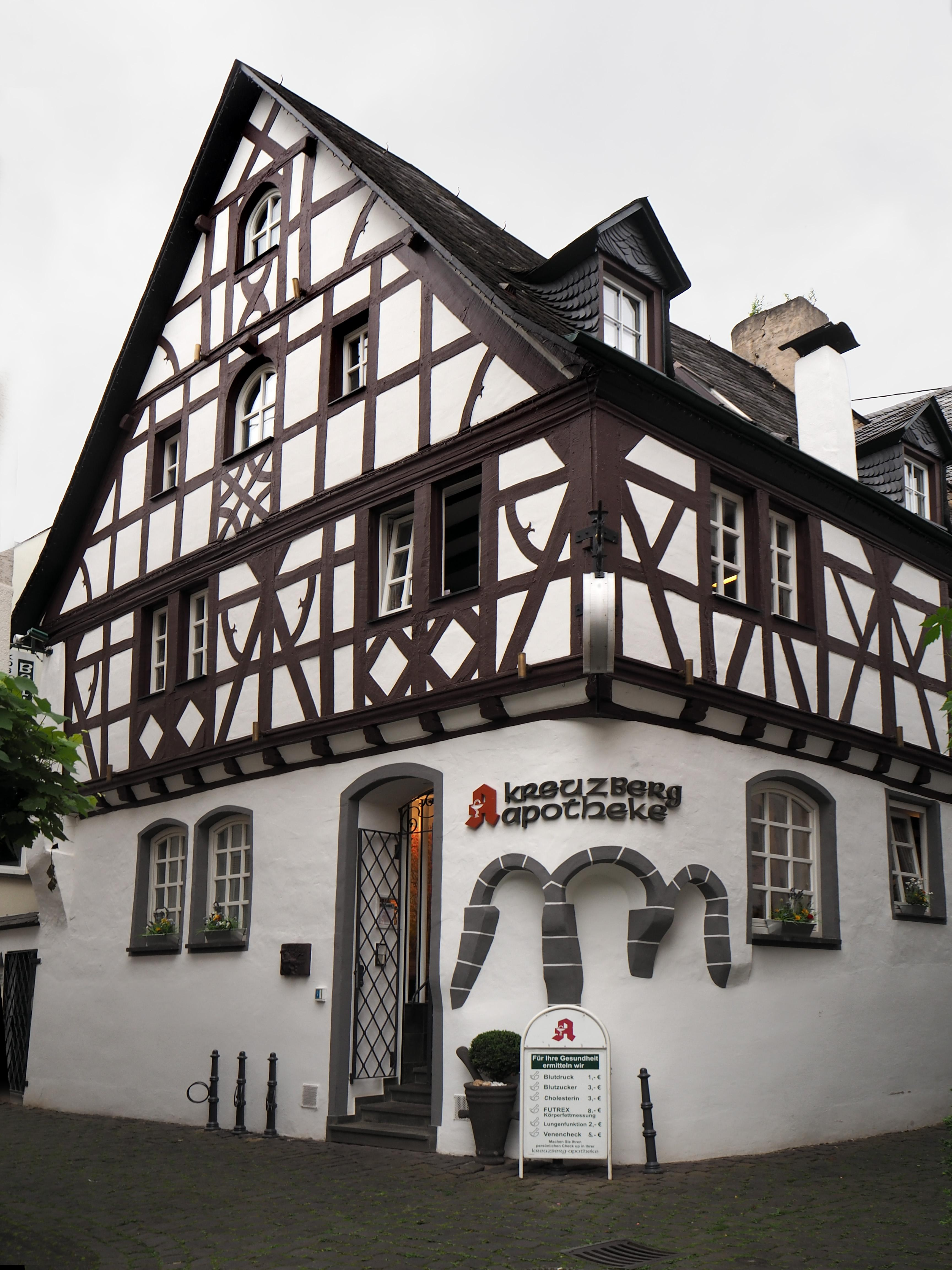
Pelzerstraße 4 18. Jahrhundert, im Kern älter
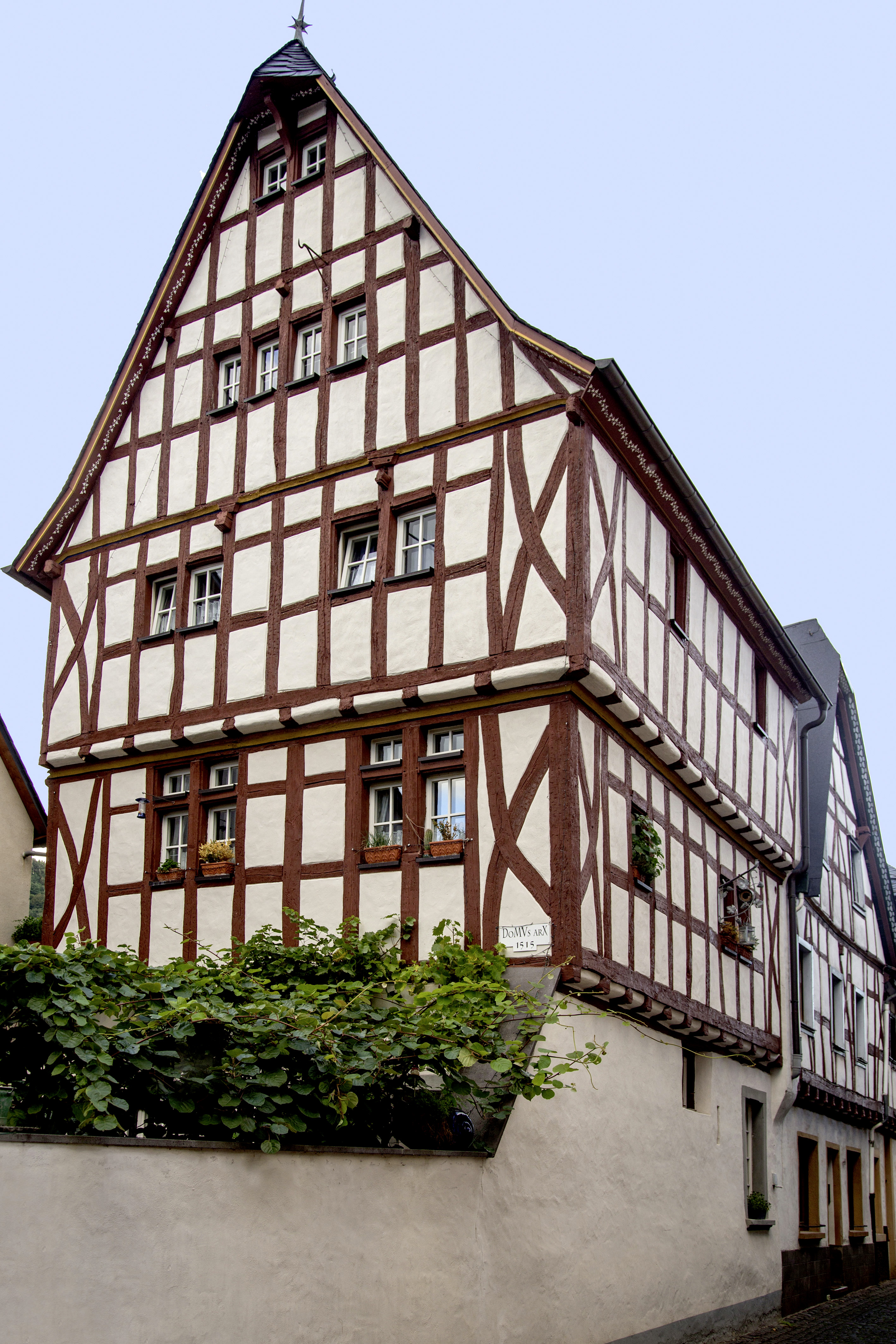
Pelzerstraße 22 16. Jahrhundert
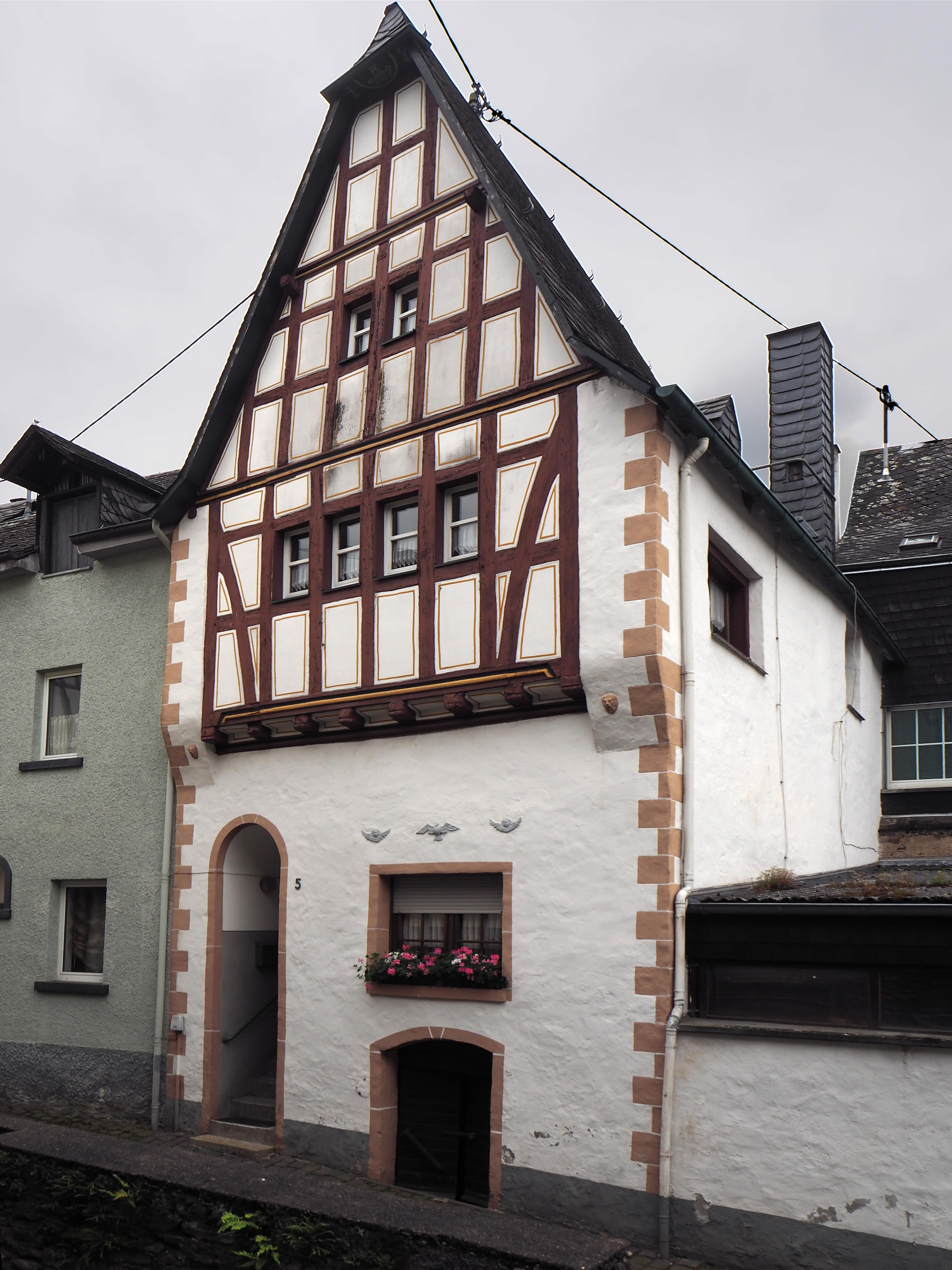
Pützstraße 5 17. Jahrhundert
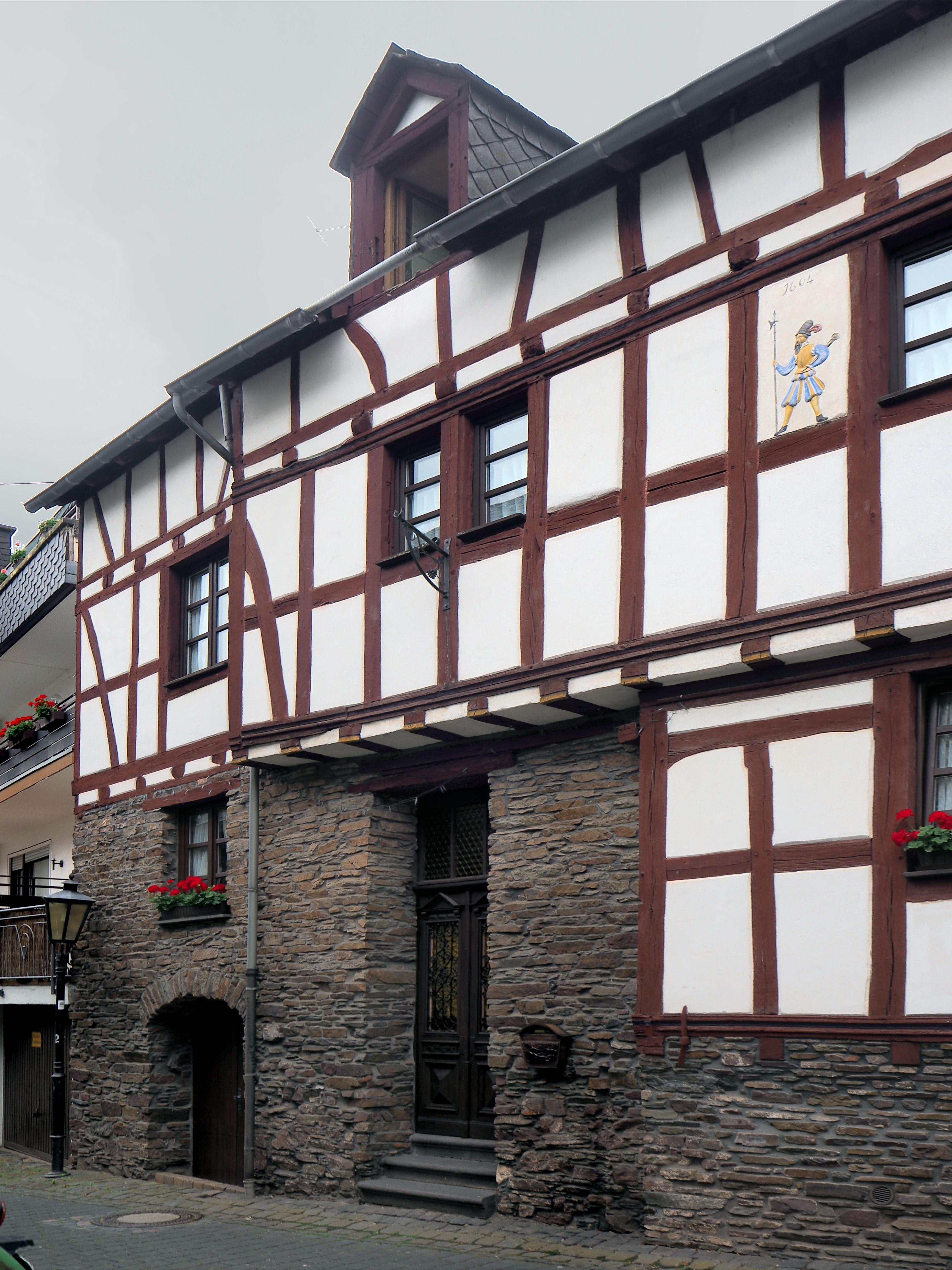
Unterbachstraße 2 Kern: 17. Jahrhundert
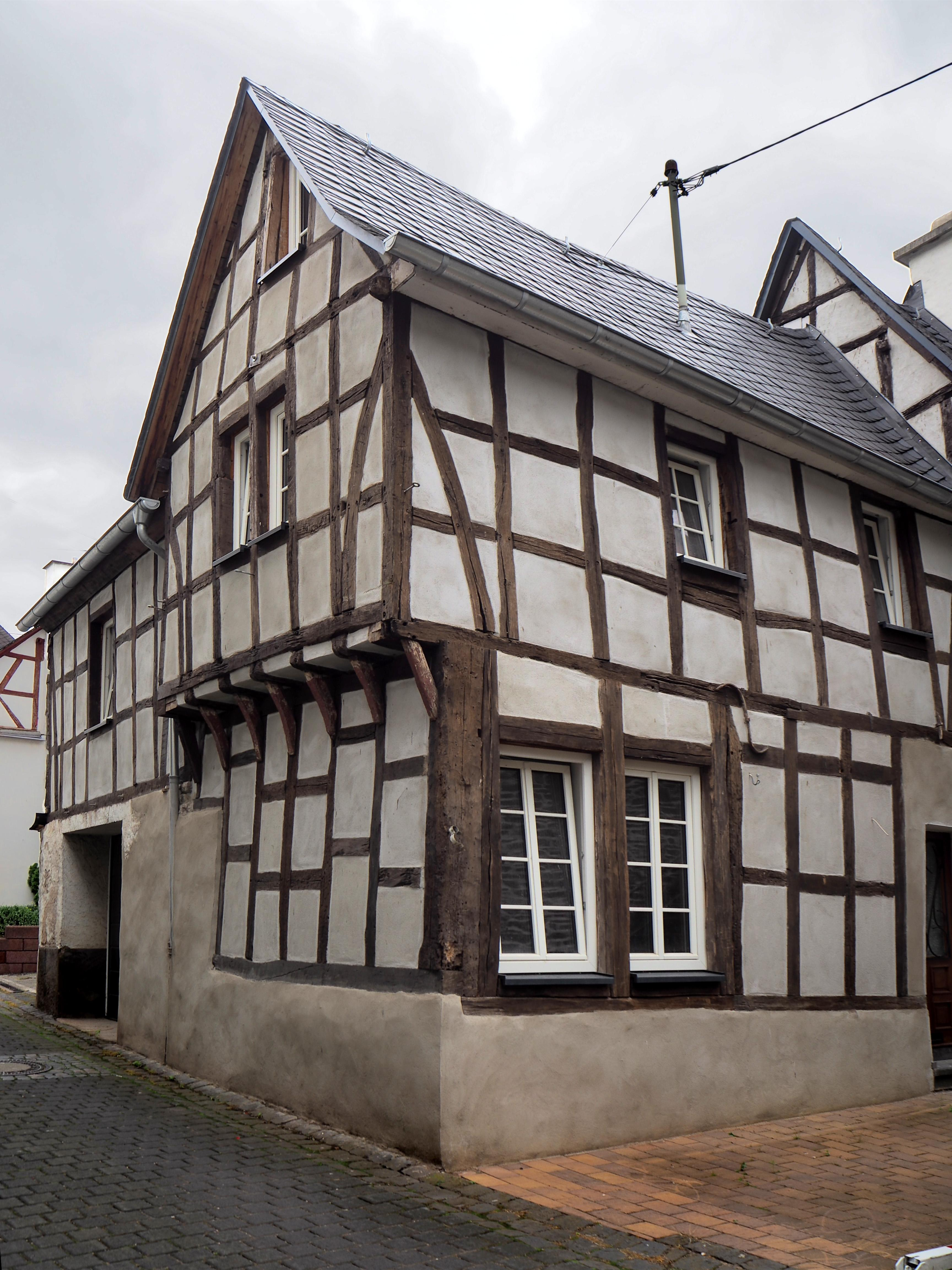
Unterbachstraße 5